# Адолф Галанд
Адолф Галанд (на немски: Adolf Galland) е германски пилот и офицер, който служи в Луфтвафе по време на гражданската война в Испания и Втората световна война.

## Ранен живот и кариера
Адолф Галанд е роден на 19 март 1912 г. във Вестерхолт, Вестфалия, в семейството с хугенотски произход. В периода 1932 – 1933 г. успява да си осигури място в училище на цивилната авиация и един от пилотите, които посещават тайните военни курсове в Германия и Италия. За кратко работи и лети за компания Deutsche Lufthansa. През декември 1933 г. се записва като доброволец в армията. Преминава кратко военно обучение с 10-и пехотен полк разположен в Дрезден. Уволнен е през октомври 1934 г. През март 1935 г. след кратък опреснителен курс, вече с чин лейтенант, Галанд получава заповед да се присъедини към 2-ра изтребителна ескадра Рихтхофен (Jagdgeschwader 2 Richthofen), първата формация изтребители на новосформираното Луфтвафе. Във формированието са на въоръжение биплани Heinkel He 51 и Arado Ar 68. През октомври 1935 г. Галанд катастрофира с акробатичен самолет Fw 44. Получава сериозна фрактура на черепа, лицеви и наранявания на едното око. Завръща се към пилотирането благодарение на офицер, който „губи“ медицинския му картон.

## Гражданска война в Испания
През април 1937 г. оберлейтенант Галанд се присъединиява към легион Кондор като доброволец. Там служи в 3-та група от 88-а изтребителна ескадра и лети на Heinkel He 51. По време на войната има близо 300 излитания, основно срещу наземни цели. Въпреки че удължава престоя си в Испания се завръща в Германия преди 3-та група да получи новите Месершмит 109. През май 1938 г. неговия ескадрон е заменен с този на новопристигналия Вернер Мьолдерс. За участието си е награден с Испански кръст, златен с диаманти.

## Втора световна война
Следващото назначение на Галанд е щабно. Там той помага за сформирането на новите Schlachtgruppen. Въпреки нежеланието му опитът в борбата с наземни цели го прави част от подобни формации. През септември 1939 г. по време на кампания в Полша Галанд е щафелкапитан от 4-та Schlacht ескадрила от LG2 екипирана с биплани Henschel Hs 123. Извършва над 50 мисии. Това му спечелва Железен кръст 2-ра степен и повишение в чин хауптман.
През февруари 1940 г., по време на Странната война на Западния фронт, Галанд успява да си издейства прехвърляне в изтребителна формация. Това е 27-а изтребителна ескадрила въоръжена с Bf 109. Заедно с Мьолдерс от 53-та изтребителна ескадрила натрупва часове във въздуха и двамата упражнява различни тактики. С началото на бойните действия през май 1940 г. Галанд постига първите си въздушни победи. Сваля три Хоукър Хърикейн в първите две мисии. До края на битката за Франция постига седем въздушни победи и получава Железен кръст 1-ва степен. На 6 юни 1940 г. Галанд е назначен за командир на 3-та група от 26-а изтребителна ескадрила разположена в Па дьо Кале.
По време на битката за Британия Галанд става един от водещите пилоти на изтребители. На 18 юли е издигнат в чин майор, а на 29 юли е награден с Рицарски кръст след като постига седемнадесетата си въздушна победа. На 22 август е назначен за Geschwaderkommodore от 26-а изтребителна ескадрила, а на 24 септември получава дъбови листа към Рицарския кръст, след като отбелязва 40 въздушна победа и се изравнява с Вернер Мьолдерс. Германската пропаганда представя нещата като приятелско съревнование между двамата.
През юни 1941 г. голяма част от формированията на Луфтвафе са прехвърлени на изток като в подготовката на операция Барбароса. 2-ри и 26-и изтребителен полк са оставени, за да продължат битката с кралските военновъздушни сили над Ламанша и Северна Франция. Скоро след това получават и новите Месершмит 109F. Броят на въздушните победи и репутацията на Галанд продължават да растат в следващите месеци. На 21 юни 1941 г. той става първият награден с мечове към Рицарски кръст, след като достига 70 въздушни победи.
След смъртта на Вернер Мьолдерс, обестлейтенант Галанд заема неговата позиция на инспектор на изтребителното крило (Inspekteur der Jagdflieger). На 29 години отговаря само пред Херман Гьоринг, главнокомандващ на Луфтвафе. На 5 декември 1941 г. напуска своя ескадрон и същевременно е издигнат в чин оберст. На 28 януари 1942 г. е награден с диаманти към Рицарския кръст, след като постига 94 въздушни победи на Западния фронт.
В мемоарите си Галанд пише, че когато Гьоринг го вижда с новата награда, я разглежда, обявява диамантите за нискокачествени и по-късно лично осигурява по-качествени. В същото време Хитлер чува за инцидента и казва на Галанд, че първите камъни са временни докато бъдат изготвени подходящи за наградата. Фюрерът осигурява нов комплект без да разбере, че Гьоринг вече е заменил диамантите. По този начин Галанд се сдобива с два комплекта от наградата.
В периода 12 – 15 февруари 1942 г. по време на успешната операция Channel Dash пилотите на изтребители под командването на Галанд свалят 43 британски самолета с цената на 17 загубени. Операцията е прикритие за прехвърлянето на линейните крайцери Шарнхорст, Гнайзенау и Принц Ойген от Брест към Норвегия. След тази победа Хитлер издига Галанд в чин генерал-майор. На 30 години той става най-младият генерал в германските въоръжени сили.
В началото на 1943 г. по време на съвещание Гьоринг обвинява пилотите на изтребители, че са страхливци, които придобиват наградите си с измама. Галанд откъсва своя Рицарски кръст с дъбови листа, мечове и диаманти, хвърля го пред Гьоринг и отказва да носи награди през следващите шест месеца. През октомври 1943 г. поема инспекцията на нощното изтребително крило на Луфтвафе, след като ОКЛ освобождава способния генерал Камхубер.
През 1944 г. бомбардировките над Германия и съюзническите офанзиви на Западния и Източния фронт правят необходимостта за осъществяване на въздушно прикритие от страна на изтребителите все по належащи. Нарастват загубите на опитни пилоти, а очакваната продължителност на живота на техните слабо обучени заместници е малка. На 1 ноември 1944 г. Галанд е издигнат в чин генерал-лейтенант. Говори открито срещу използваната тактика. Галанд планира операция срещу американските бомбардировачи. Тя трябва да включи всеки изтребител, който Луфтвафе може да отдели, с надеждата за сваляне на около 500 самолета и големи загуби на екипажи, което би принудило съюзниците да преосмислят тактиката си. ОКЛ не позволява и използва сформираните ескадрони на 1 януари 1945 г., късно и с минимални ползи. Атаката е съгласувана с Арденската офанзива и е насочена срещу летища близки до фронтовата линия. Галанд е освободен от поста генерал от изтребителното крило (General der Jagdflieger) и под заплаха от арестуване от Гестапо прави опит за самоубийство. Личната намеса на Хитлер му позволява да се завърне към бойните полети.
В края на февруари 1945 г. Галанд поема командването на новия 44-ти Jagdverband, в който се използват новите реактивни изтребители Месершмит 262. Голяма част от пилотите на тази формация са опитни и награждавани асове. 44-ти Jagdverband достига размер на ескадрила едва в началото на април. На 26 април Галанд отбелязва последните си две въздушни победи, съответно 103 и 104, и трета и четвърта с реактивен изтребител. Ранен той успява да се приземи на летище Мюнхен-Райм, което в същия момент е под атака. На 5 май 1945 г. генерал-лейтенант Галанд е пленен от американски войници в болница Тегернзе.

## След войната
След като е освободен Галанд прекарва няколко години в Аржентина. Работи със самолетния проектант Курт Танк и помага за въвеждането на реактивните изтребители в аржентинските военновъздушни сили. През 1955 г. се завръща в Германия и изгражда успешна кариера като самолетен търговец. Поддържа контакти с много пилоти от войната, германски и съюзнически. Радва се на добри приятелски отношения с британския ас Робърт Станфорд Тък. Адолф Галанд умира в Бон на 9 февруари 1996 г., на 83 години.